# Roger Pyttel
Roger Pyttel   (Wolfen, 8 de maig de 1957) és un nedador alemany, ja retirat, especialista en papallona, que va competir durant la dècada de 1970.
Durant la seva carrera esportiva va prendre part en tres edicions dels Jocs Olímpics d'Estiu. El 1972, a Múnic, va disputar tres proves del programa de natació, en què destaca la sisena posició en els 4x200 metres lliures. El 1976, a Mont-real, va disputar quatre proves del programa de natació. Destaquen la quarta posició en els 100 i 200 metres papallona i la cinquena en els 4x200 metres lliures. El 1980, a Moscou, disputà els tercers i darrers Jocs i va ser en aquesta edició on aconseguí els seus èxits més importants. Va guanyar una medalla de plata en els 100 metres papallona i una de bronze en els 200 metres papallona, mentre en els 4x100 metres estils fou quart.
En el seu palmarès també destaquen tres medalles de plata i tres de bronze al Campionat del Món de natació de 1973 i 1975 i dues d'or, dues de plata i dues de bronze al Campionat d'Europa de natació de 1974 i 1977.
Durant la seva carrera esportiva va establir diversos rècords europeus i mundials, sent el primer home en baixar dels dos minuts en els 200 metres papallona el 1976. Una vegada retirat va exercir d'entrenador i es va casar amb la remera Christa Karnath, tot i que després es van divorciar.